# Sławomir Elsner

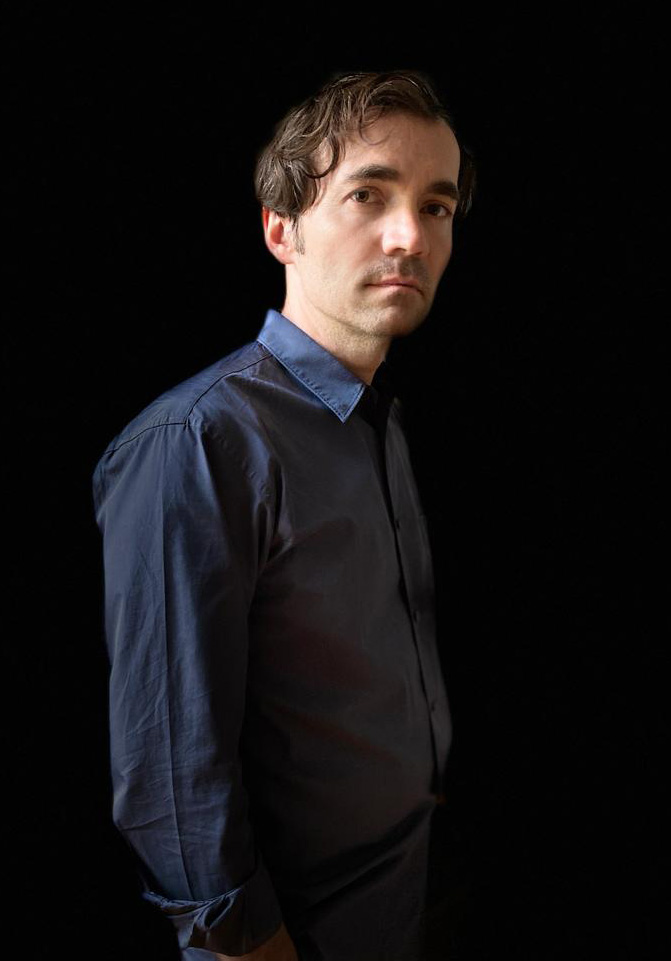
Sławomir Elsner (2020)

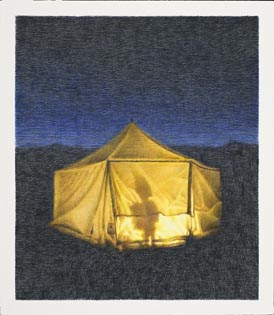
Sławomir Elsner, Displaced 02, 2009

Sławomir Elsner (* 1976 in Wodzisław Śląski) ist ein deutsch-polnischer Künstler.

## Leben
Sławomir Elsner studierte von 1995 bis 2002 Freie Kunst an der Kunsthochschule Kassel und war 2001 Meisterschüler bei Norbert Radermacher. 1999 erhielt Elsner eine Studienförderung durch das Cusanuswerk. Seine Werke befinden sich in der Sammlung der Deutschen Börse, im Kupferstichkabinett der Staatlichen Kunstsammlungen Dresden, in der Staatliche Graphischen Sammlung München, im Bechtler Museum of Modern Art (North Carolina, US), in der Rubell Family Collection (US), in der me Collectors Room Berlin, in den Museen Böttcherstraße (Paula Modersohn-Becker Museum und Ludwig Roselius Museum), im Münchner Lenbachhaus, im Märkischen Museum Witten, im Nationalmuseum Gdańsk, in der Graphischen Sammlung der Hessen Kassel Heritage, in der Sammlung der Graphischen Gesellschaft zu Berlin und im Museum Wiesbaden.
Sławomir Elsner lebt und arbeitet in Berlin.

## Werk
In seinem Werk beschäftigt sich Elsner mit der Wirkung verschiedener Medien und den durch sie erzählten Geschichten. Er hinterfragt den Abbildungscharakter von Bildern und regt den Betrachter dazu an, seine eigenen Seherfahrungen kritisch zu prüfen. Dabei geht er stets der Frage nach, ob Bilder die Wirklichkeit wiedergeben oder sie deformieren.

### Fotografien
1999 schuf er die zwanzigteilige Fotoserie „Sławomir“, für die er jeweils für den Moment der Aufnahme verschiedene Berufe annahm. Jede Inszenierung fand in authentischer Umgebung statt. Die kleinformatigen, gerahmten Fotos wirken wie Erinnerungsbilder, die traditionell als Beweis für Identität und Zugehörigkeit zu einer Gruppe gelten.
In der siebenteiligen fotografischen Werkserie „Hochzeitsfoto“ (2002) diente eine festlich gekleidete Familie sieben verschiedenen Brautpaaren als Hintergrundkulisse. Den intimen Moment der ersten Aufnahme als Ehepaar teilten die Brautleute mit einer komplett fremden Familie. Jedoch war diese innere Dissonanz nicht sichtbar, irgendwann glaubte man sogar, Ähnlichkeit in Gesichtszügen zu sehen.

### Zeichnungen und Malerei

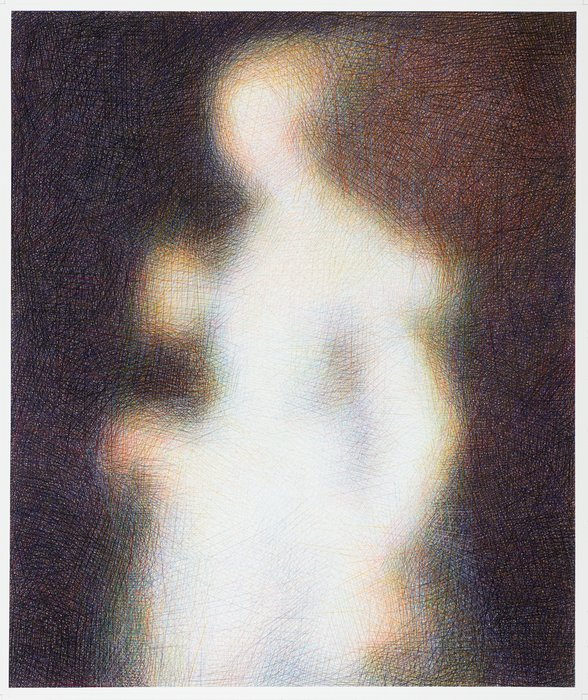
Slawomir Elsner, Farbstiftzeichnung Dame in Weiß (nach Tizian), 2016

Elsner ist international für seine naturalistische Malerei und seine abstrakten Aquarelle bekannt. Vor allem aber ist er berühmt für seine virtuosen farbigen Zeichnungen. Seine Technik der Farbstiftzeichnung  ist so faszinierend wie einmalig und wird von Elsner auf innovative Art angewendet, sodass daraus Gemälde entstehen. Typische Arbeiten von ihm in dieser Technik sind die außergewöhnlichen, verwirrend unscharf wirkenden, aber scharf mit Farbstiften gezeichneten Adaptionen von berühmten Bildern der Kunstgeschichte.
Als Grundlage für seine Zeichnungen und Malereien dienen meist Fotografien. Seine erste große Werkgruppe „Untitled“ von 2004 entstand nach den Aufnahmen, in denen er das sich nach dem Ende des Sozialismus verändernde Polen dokumentierte: Die Einwohner verschönerten das von Betongrau dominierte Stadtbild mit bunten Farben. Diese Eingriffe in den städtisch-vorstädtischen Lebensraum übertrug Elsner mit Mitteln der Malerei auf Leinwand und zeigte dabei sowohl die tröstende und symbolisch für Selbstbestimmung stehende Farbfreude, als auch Absurdität und Oberflächlichkeit solcher Ausschmückung im Verhältnis zur architektonischen Form.

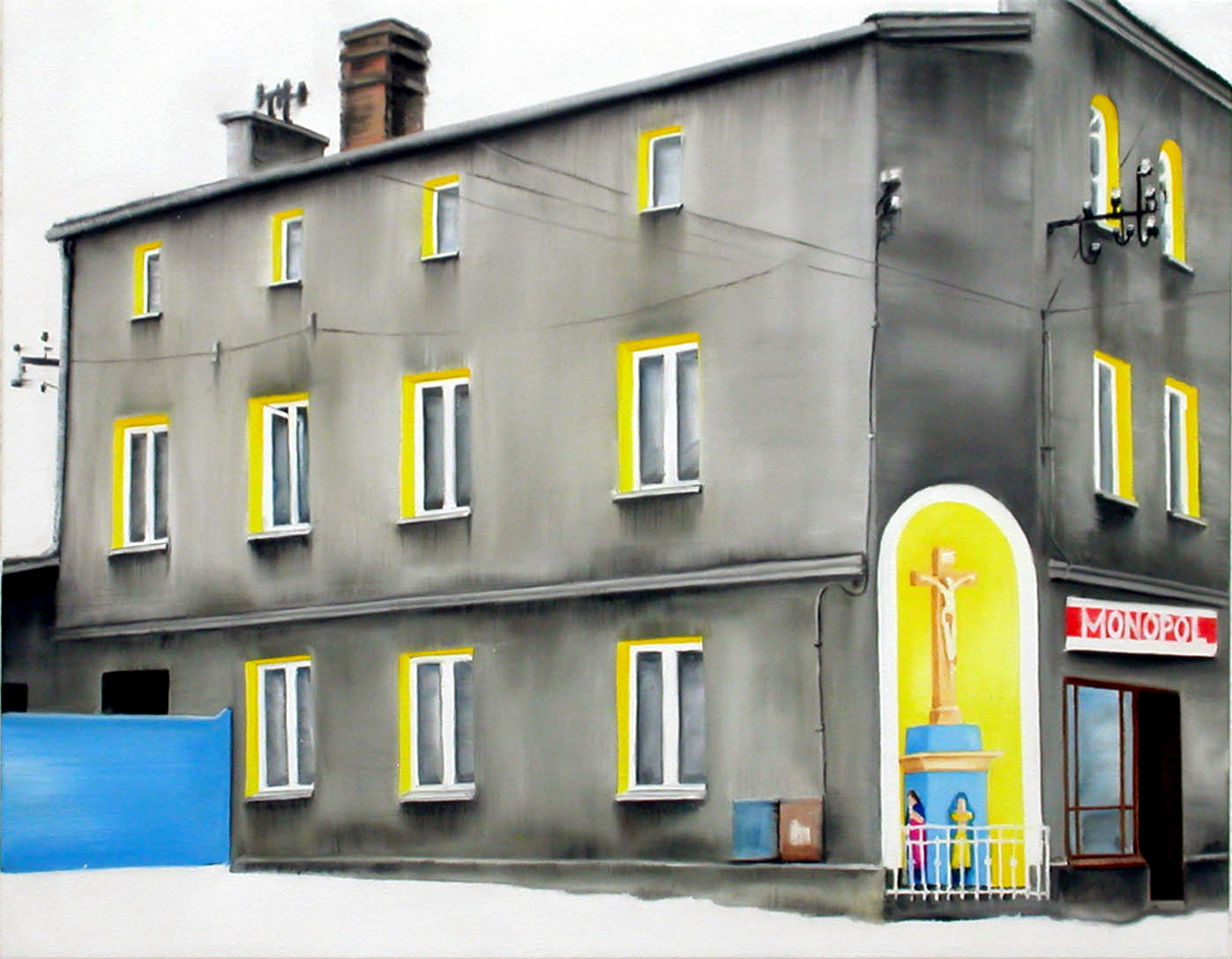
Sławomir Elsner, Untitled 22, 2004

Für seine abstrakten Aquarellarbeiten, wie der Serie "Just Watercolors" von 2015,  trägt der Künstler bis zu einhundert monochrome Schichten auf. Das Einzige, das er dabei steuert, ist der zeitliche Abstand zwischen dem Auftragen der Schichten und das Verhältnis zwischen Wasser und Farbe: „Der Rest passiert von ganz allein. Die Strukturen entstehen nicht, weil ich sie male, sondern weil die Farben und das Papier eine Verbindung miteinander eingehen.“
Sławomir Elsner arbeitet meistens in Serien. Die einzelnen Sujets bedienen sich dabei einer großen Spannbreite. Es entstehen Farbflächen von großer Leuchtkraft und Intensität, die den Bildträger, das Papier, vergessen machen und auf magisch anmutende Weise aus sich selbst heraus zu leuchten scheinen.

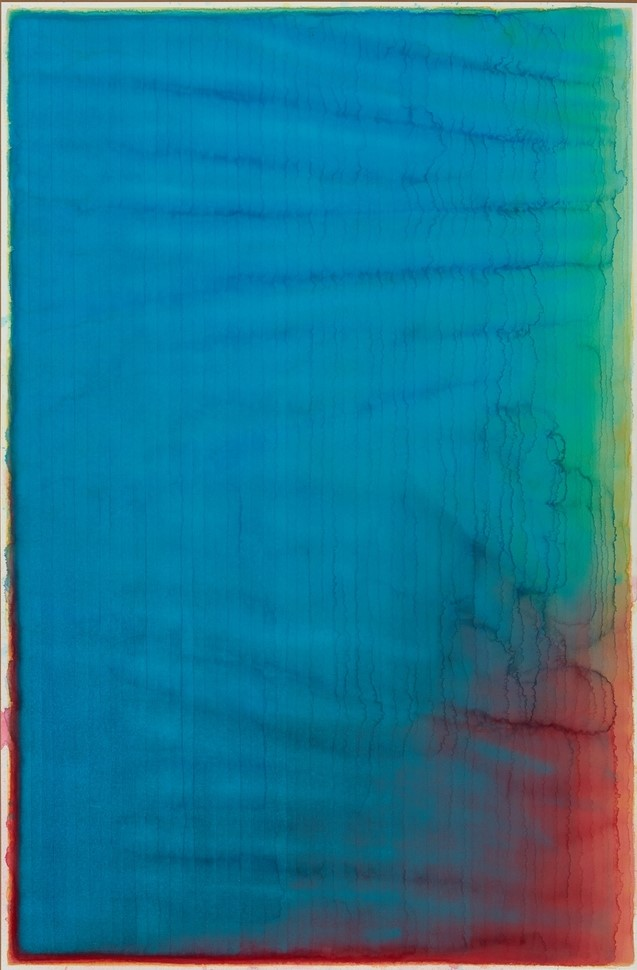
Slawomir Elsner, Just Watercolors (22), 2017

## Einzelausstellungen (Auswahl)

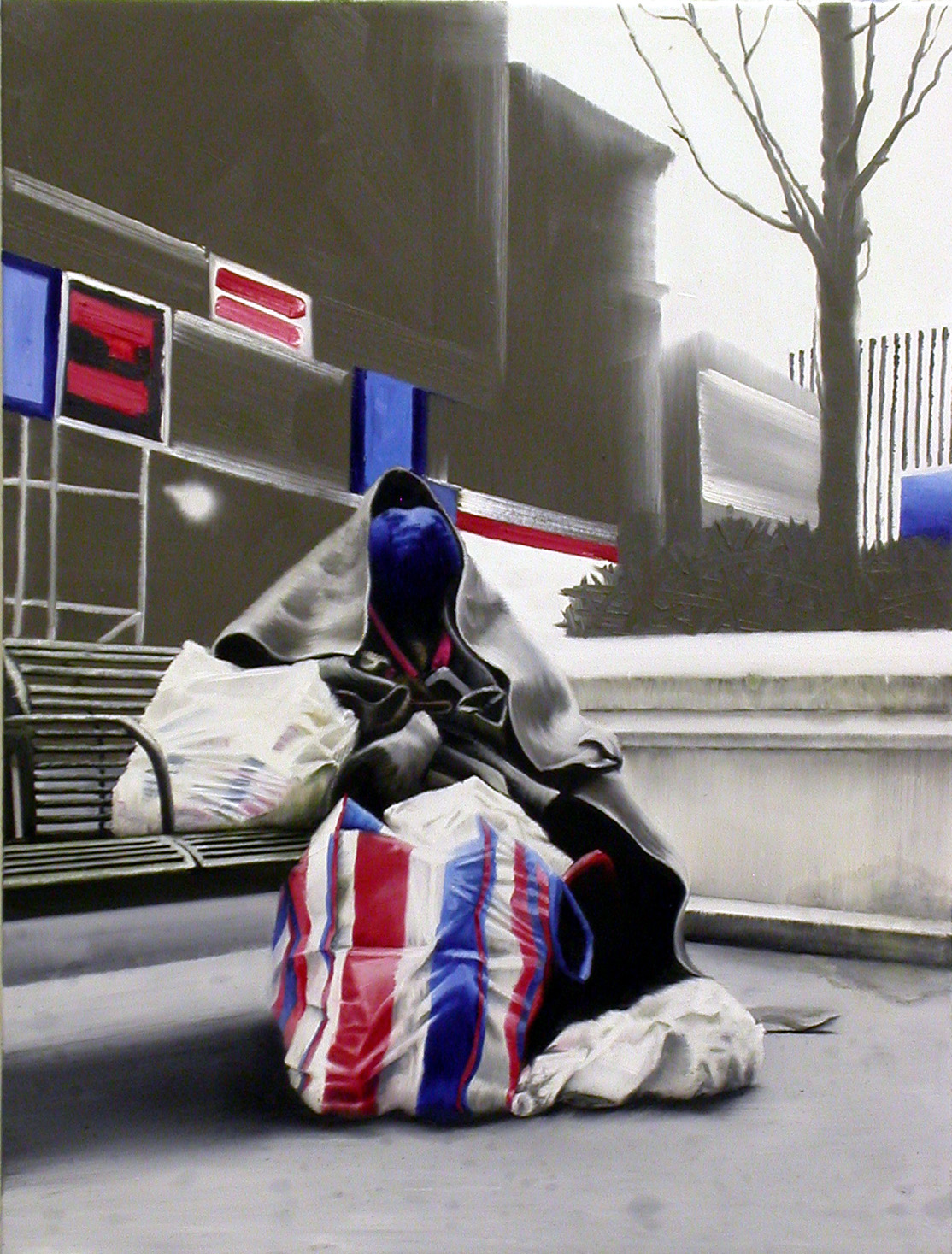
Sławomir Elsner, Old Street 2, 2005

- 2021/2022: Präzision und Unschärfe, Museum Wiesbaden
- 2020: Weitsicht der Erinnerung, Lullin + Ferrari, Zürich
- 2020: Coverboy, Galerie Gebrüder Lehmann, Dresden
- 2018: Unebene (mit Stephan Balkenhol), Galerie Coucou, Kassel
- 2018: Slawomir Elsner: Das Bischofsporträt, Dreikönigskirche (Dresden)
- 2018: TAGUNDNACHTGLEICHE (mit Uwe Wittwer), Galerie Gisela Clement, Bonn
- 2017: Cranach², Paula Modersohn-Becker Museum + Ludwig Roselius Museum, Museen Böttcherstraße, Bremen
- 2017: Narziss und Echo, Lullin + Ferrari, Zurich
- 2016: Das Mädchen mit dem Fächer, Galerie Coucou, Kassel
- 2016: Zwei Dinge erfüllen das Gemüt, Clement & Schneider, Bonn
- 2016: Kupfer-Silber-Gold, Galerie Gebr. Lehmann, Dresden
- 2015: Nichts ist wie es scheint, Hospitalhof, Stuttgart
- 2015: Abraham – Ovid – das Andere (mit Uwe Wittwer), Lullin + Ferrari, Zurich
- 2014: Framed, Galerie Gebr. Lehmann, Berlin
- 2014: Duett, Galerie Haas, Zurich
- 2014: Muse, CCA Andratx, Mallorca (with Bernhard Brungs)
- 2013: Pano-Rama, Rondo Sztuki, Kattowicze
- 2012: Séancen, Galerie Gebr. Lehmann, Berlin
- 2012: Marginal, Galerie Rüdiger Schöttle, München
- 2012: Farbstiftzeichnungen, Künstlerhaus Bethanien, Berlin
- 2011: Collecting Images, Marc Jancou Contemporary, New York
- 2011: Slawomir Elsner, Hussenot Galerie, Paris
- 2011: Malerei/ Zeichnung, Marburger Kunstverein, Marburg
- 2010: Paris-Berlin-Warszawa, Polnisches Institut, Berlin
- 2010: Unsichtbar, Kunsthalle Krems/ Factory, Krems
- 2009: Trans-Location, Galerie Gebr. Lehmann, Dresden
- 2008: Young Talent, Art Brussels, Brussels
- 2008: Still, Galerie Rüdiger Schöttle, München
- 2008: Windows on the World, Galerie Johnen, Berlin
- 2008: Night After Night, Marc Jancou Contemporary, New York
- 2007: deux couleurs, Sutton Lane c/o Galerie Ghislaine Hussenot, Paris
- 2007: Las Golden, Gallery Raster, Warschau
- 2006: Between the gates, Museum Dhont-Daenens, Deurle
- 2006: Panorama, Sutton Lane, London
- 2006: Galerie Rüdiger Schöttle, München
- 2005: Schöne Aussicht, Johnen + Schöttle, Köln
- 2004: Goscinna, Galerie Gebr. Lehmann, DresdenSławomir Elsner, Populaire 13, 2011Slawomir Elsner, Windows on the World, Nr. 11, 2010

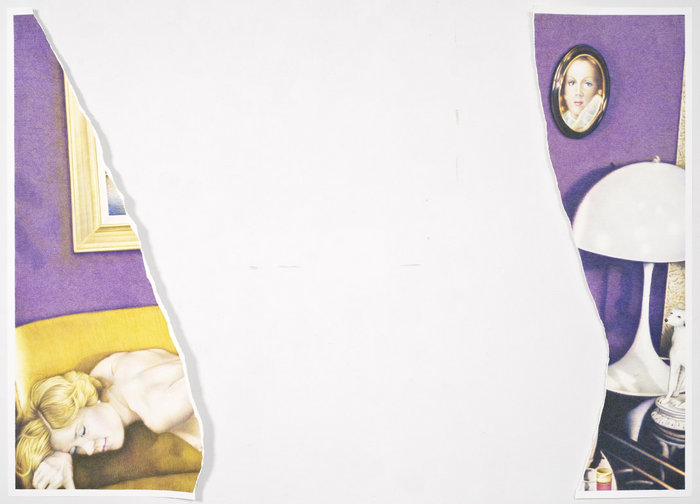
Sławomir Elsner, Populaire 13, 2011

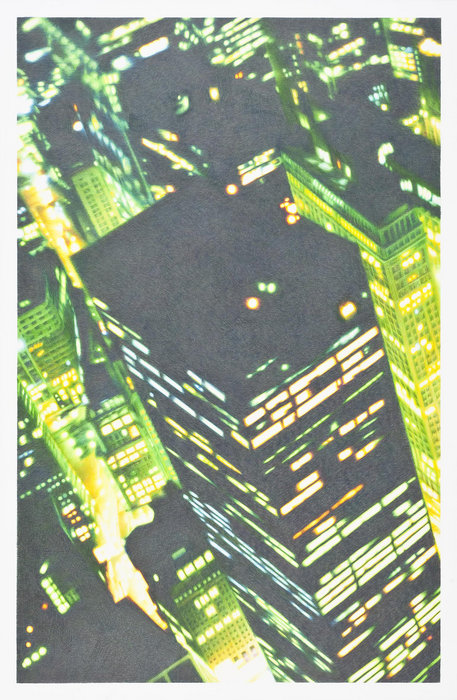
Slawomir Elsner, Windows on the World, Nr. 11, 2010

## Gruppenausstellungen (Auswahl)
- 2020: Das Zweite Ich, Galerie Renate Kammer, Hamburg
- 2020: When the facts change, I change my mind, Lullin + Ferrari, Zurich
- 2019: POSTCARD RELOADED, Europäischer Kunstverein und Kunstraum Potsdam c/o Waschhaus
- 2019: Comeback. Kunsthistorische Renaissancen in der Gegenwartskunst, Kunsthalle, Tübingen
- 2019: Rembrandts Strich, Kupferstich-Kabinett, Staatliche Kunstsammlungen, Dresden
- 2019: FEELING CALLED LOVE. Collection of an Idiot, Kunstmuseum Bochum, Bochum
- 2018: With Other Eyes: 10 Years Lullin + Ferrari, Lullin + Ferrari, Zurich
- 2018: Painting Still Alive, Centrum Sztuki Współczesnej, Toruń, Polen
- 2018: Duo Show, Galerie Feldbusch Wiesner Rudolph, Berlin
- 2018: And What About Your Good Morning, New World? Kassel Dokfest as Guest, SIMA/ CCA, Hangzhou, China
- 2018:DARK WAS THE NIGHT. Works from the Artists-in-Residence, CCA, Andratx, Mallorca
- 2018: Redystrybucja, Galeria Duża Scena UAP, Posen
- 2017: doing identity, Die Sammlung Reydan Weiss, Kunstmuseum, Bochum
- 2017: Freimütig, Dramaturgie: Tulga Beyerle, Galerie Gebr. Lehmann, Dresden
- 2017: Schlaf. Eine produktive Zeitverschwendung, Museen Böttcherstraße, Bremen
- 2017: VERMISST Der Turm der blauen Pferde von Franz Marc, Pinakothek der Moderne, Staatliche Graphische Sammlung, München
- 2016: Life on earth? / David Bowie, Rondo Sztuki, Katowice
- 2016: Mir ist das Leben lieber, Sammlung Reydan Weiss, Weserburg, Museum für Moderne Kunst, Bremen
- 2016: Berliner Bahnhof, CCA, Andratx, Mallorca
- 2015: Falling Fictions, me Collectors Room, Berlin
- 2015: Kolekcja dra Wernera Jerke. Wybór, Atlas Sztuki, Łódź
- 2014: A Private View präsentiert: Die ROCCA Stiftung, Autocenter, Berlin
- 2014: Mensch werde wesentlich, KV Freunde Aktueller Kunst, Zwickau
- 2013: Migrations/Creations, Emigration Museum, Gdynia
- 2013: Landschaft nach 2000, Kunsthalle, Osnabrück
- 2013: BrandSchutz // Mentalitäten der Intoleranz, Romantikerhaus, Jena
- 2012: The future lasts forever, Interalia, Seoul
- 2011: 3348 und 1 Nacht. 13 Jahre junge Kunst in Essen, Folkwang Museum, Essen
- 2011: Rollenbilder – Rollenspiele, Museum der Moderne Salzburg, Salzburg
- 2011: East Ex East, Brand New Gallery, Mailand
- 2011: Phantome, Uferhallen, Berlin
- 2010: Erodere, Märkisches Museum Witten, Witten
- 2010: Passions Fruits picked from the Olbricht Collection, me Collectors Room Berlin
- 2010: Die kleine Improvisation. Polnische Kunst heute, Stadtgalerie Kiel
- 2009: Slawomir Elsner, Joanna M. Wezyk, Martin Mannig, Kukje Gallery, Seoul
- 2009: 3. Fotofestival Mannheim Ludwigshafen Heidelberg
- 2009: Wir Berliner, Märkisches Museum, Berlin
- 2009: Gala, Museum der bildenden Künste Leipzig
- 2008: Red Eye Effet/Efekt czerwonych oczu…, Centre for Contemporary Art Ujazdowski Castle, Warschau
- 2008: Go for it!, Olbricht Collection (a sequel), Neues Museum Weserburg, Bremen
- 2008: Comme des Bêtes, Musée cantonal des Beaux-Arts, Lausanne
- 2007: Zurück zur Figur. Malerei der Gegenwart, Kunst Haus Wien
- 2007: Terug naar de figuur, Kunsthal Rotterdam, Rotterdam
- 2007: Very Abstract And Hyper Figurative, Thomas Dane Gallery, London
- 2007: Frisch gestrichen. Malerei aus der Sammlung Willi Michel, Museum Franz Gertsch, Burgdorf
- 2007: Made in Germany, Sprengel Museum, Kestnergesellschaft, Kunstverein, Hannover
- 2006: This Land is My Land, NGBK, Berlin
- 2006: Skulptur, Installation, Malerei aus Polen, Kunstverein Nürnberg
- 2006: Skulptur, Installation, Malerei aus Polen, Bielefelder Kunstverein, Bielefeld
- 2006: Malerei. Sammlung und Neuankäufe, Hamburger Bahnhof, Berlin
- 2005: Poles Apart, Rubell Family Collection, Miami
- 2005: YES YES YES YES. Differenz und Wiederholung in Bildern der Sammlung Olbricht, Museum Morsbroich, Leverkusen

## Auszeichnungen
- Otto-Ritschl-Preis 2020

## Publikationen (Einzelkataloge)
- 2023 Frans Hals inspiriert: Der Mann mit dem Schlapphut, Text: Justus Lange, Dorothee Gerkens, Christiane Lukatis, Hrsg.: Hessen Kassel Heritage, Deutscher Kunstverlag GmbH Berlin München, ISBN 978-3-422-80174-5
- 2022 Slawomir Elsner, Präzision und Unschärfe, Text: Anne-Marie Bonnet, Andreas Henning, Nikolas Werner Jacobs, Nils Ohlsen, Lea Schäfer, Hrsg.: Museum Wiesbaden,  ISBN 978-3-96912-061-3
- 2017 Cranach², Text: Frank Schmidt, Hrsg.: Frank Schmidt, Museen Böttcherstraße (Paula Modersohn-Becker Museum, Ludwig Roselius Museum) Bremen
- 2017 Tatjana Doll, Slawomir Elsner Vermisst. Der Turm der blauen Pferde von Franz Marc. Zeitgenössische Künstler auf der Suche nach einem verschollenen Meisterwerk, Text: Katja Blomberg, Michael Hering, Hortensia Völckers, Alexander Farenholtz, Christian Welzbacher, Stefan Koldehoff, Hrsg.: Verlag der Buchhandlung Walther König
- 2014 Duett (Slawomir Elsner & Francis Picabia) Text: Jean-Christophe Ammann, Hrsg.: Galerie Haas, Zürich
- 2012 Farbstiftzeichnungen, Text: Natalie de Ligt, Chris Lünsmann, Karin Pernegger, Dr. Esther Ruelfs, Raimar Stange, Christoph Tannert, Hrsg.: Künstlerhaus Bethanien GmbH, Berlin ISBN 978-3-941230-17-0
- 2008 Slawomir Elsner, Panorama, Text: Łukasz Gorczyca, Hrsg.: Galerie Gebr. Lehmann und Dumont ISBN 978-3-8321-9098-9
- 2005 Slawomir Elsner, Text: Lukasz Gorczyca u. Tan Morben, Hrsg.: Kunsthaus Essen / Rotary Clubs Essen ISBN 978-3-931201-23-4